# Рибачок Іван Михайлович
Рибачок Іван Михайлович (*1899 — †1972, Київ) — український економіко-географ, кандидат географічних наук, доцент кафедри економічної географії географічного факультету Київського університету.

## Біографія
Народився 1899 в селі Барашівка Житомирського повіту Волинської губернії, тепер Житомирської області. У 1919—1920 роках працював вчителем історії і географії в школі села Березівка Житомирського району, секретарем відділу працюючого населення КП(б)У (Новоград-Волинський).
У 1920—1921 роках завідувач обліково-розподільчого підзагону КП(б)У (Харків, Житомир). У 1921—1922 роках завідувач організаційно-інформаціного відділу Укробкома КП(б)У (Полонне, Кам'янець-Подільської області). У 1922—1924 вчитель суспільствознавства семирічної школи села Троянів. У 1930—1932 роках завуч і викладач економічної географії кооперативного технікуму Житомира.
Закінчив у 1931 році Київський інститут соціального виховання. У 1932—1935 роках навчався в аспірантурі при Науково-дослідному інституті споживчої кооперації і планування. У 1932—1936 роках викладач економічної географії Вінницького технікуму радянської торгівлі. У 1936—1941 викладач економічної географії Інституту керівних робітників радянської торгівлі в Києві.
Учасник Другої світової війни.
У Київському університеті з 1945 року асистент, з 1946 — старший викладач, з 1961 — доцент кафедри економічної географії. Кандидатська дисертація «Економіко-географічна характеристика Житомирської області» захищена у 1948 році.

## Наукові праці
Фахівець у галузі теорії і історії економічної географії, територіальної організації господарства й промисловості. Автор 33 наукових праць. Основні праці:
1. (рос.) Житомирська область: географічний нарис для вчителів середніх шкіл.
2. (рос.) Економіко-географічне вивчення адміністративного району: Науково-методичний кабінет заочного навчання.
3. (рос.) Перша навколосвітня подорож СРСР.